# Alison Uttley
Alison Uttley, née Alice Jane Taylor le 17 décembre 1884 à Cromford et morte le 7 mai 1976 à Bowson, est une écrivaine britannique, auteure de plus de cent ouvrages dont de nombreux livres pour enfants.

## Biographie
Née à Cromford, elle a grandi dans les régions rurales du Derbyshire et a étudié à l'école d'Holloway puis à la Lady Manners School (en) de Bakewell où montrant une grande aptitude pour les sciences, elle obtient une bourse d'études à l'Université de Manchester pour se spécialiser en physique. En 1906, elle est la deuxième femme diplômée avec mention de l'Université.
Après avoir quitté l'université, elle fait une formation à Cambridge pour devenir enseignante et, en 1908, devient professeur de physique à la Fulham Secondary School for Girls dans l'ouest de Londres. Trois ans plus tard, elle épouse James Arthur Uttley. Le couple a un fils, John Corin Taylor.
James Uttley se suicide par noyade en 1930, son état de santé ayant été affecté par son service lors de la Première Guerre mondiale et John Corin Taylor conduit délibérément sa voiture du haut d'une falaise en 1978.
Alison Uttley commence à écrire après la mort de son mari pour pouvoir élever son fils. Ses premiers livres sont une série de contes sur les animaux dont le plus célèbre reste Little Grey Rabbit (en).
Son roman le plus connu A Traveller in Time parait en 1939. Mêlant rêve et réalité historique, il raconte l'histoire d'une jeune fille du XXe siècle qui est transportée au XVIe siècle et est impliquée dans un complot visant à libérer Marie Stuart.
En janvier 1978, la BBC a diffusé une série en cinq parties, A Traveller in Time avec Sophie Thompson et Simon Gipps-Kent (en), basée sur la vie d'Alison Uttley.
En 1970, elle reçoit un Doctorat honoris causa es-lettres de l’université de Manchester pour l'ensemble de son œuvre.

## Œuvres
Liste donnée dans Book and Magazine Collector no 166, janvier 1998, p. 27-29

### Romans
- Moonshine and Magic (1932)
- The Adventures of Peter and Judy in Bunnyland (1935)
- Mustard, Pepper and Salt (1938)
- High Meadows (1938)
- A Traveller in Time (1939)
- Cuckoo Cherry-Tree (1943)
- Mrs Nimble and Mr Bumble (1944)
- The Washerwoman’s Child: A Play on the Life and Stories of Hans Christian Andersen (1946)
- John at the Old Farm (1960)
- The Mouse, the Rabbit and the Little White Hen (1966)
- Enchantment (1966)

### Recueils de nouvelles
- Candlelight Tales (1936)
- Nine Starlight Tales (1942)
- Ten Candlelight Tales (sélections de Candlelight Tales) (1942)
- The Spice Woman’s Basket and Other Tales (1944)
- Some Moonshine Tales (1945)
- The Weather Cock and Other Stories (1945)
- John Barleycorn: Twelve Tales of Fairy and Magic (1948)
- The Cobbler’s Shop and Other Tales (1950)
- Magic in My Pocket: A Selection of Tales (1957)
- The Little Knife Who Did All the Work: Twelve Tales of Magic (1962)
- Lavender Shoes: Eight Tales of Enchantment (1970)

### Anthologies
- Fairy Tales (1975)
- Stories for Christmas (1977)
- From Spring to Spring: Stories of the Four Seasons (1978)
- Foxglove Tales (1984)

### Mémoires et essais
- The Country Child (1931)
- Ambush of Young Days (1937)
- The Farm on the Hill (1941)
- Country Hoard (1943)
- Country Things (1946)
- Carts and Candlesticks (1948)
- Macduff (1950)
- Plowmen’s Clocks (1952)
- The Stuff of Dreams (1953)
- Here’s a New Day (1956)
- A Year in the Country (1957)
- The Swans Fly Over (1959)
- Something for Nothing (1960)
- Wild Honey (1962)
- Cuckoo in June (1964)
- A Peck of Gold (1966)
- The Button-Box and Other Essays (1968)
- A Ten O’Clock Scholar and Other Essays (1970)
- Secret Places and Other Essays (1972)
- Country World: Memoirs of Childhood (1984)

### Autres
- Buckinghamshire (1950)
- Recipes From an Old Farmhouse (1966)

### Rédactrice
- In Praise of Country Life: An Anthology (1949)

### Série desSam Pig
- Tales of the Four Pigs and Brock the Badger (1939)
- The Adventures of Sam Pig (1940)
- Sam Pig Goes to Market (1941)
- Six Tales of Brock the Badger (1941)
- Six Tales of Sam Pig (1941)
- Six Tales of the Four Pigs (1941)
- Sam Pig and Sally (1942)
- Sam Pig at the Circus (1943)
- Sam Pig in Trouble (1948)
- Yours Ever, Sam Pig (1951)
- Sam Pig and the Singing Gate (1955)
- Sam Pig Goes to the Seaside (1960)
- The Sam Pig Storybook (1965)

### Série desTim Rabbit
- The Adventures of no Ordinary Rabbit (1937)
- Ten Tales of Tim Rabbit (1941)
- Adventures of Tim Rabbit (1945)
- Tim Rabbit and Company (1959)
- Tim Rabbit’s Dozen (1964)

### Série desLittle Brown Mouse
- Snug and Serena Meet a Queen (1950)
- Snug and Serena Pick Cowslips (1950)
- Going to the Fair (1951)
- Toad’s Castle (1951)
- Mrs Mouse Spring-Cleans (1952)
- Christmas at the Rose and Crown (1952)
- The Gypsy Hedgehogs (1953)
- Snug and the Chimney-Sweeper (1953)
- The Mouse Telegrams (1955)
- The Flower Show (1955)
- Snug and the Silver Spoon (1957)
- Mr Stoat Walks In (1957)
- Snug and Serena Count Twelve (1959)
- Snug and Serena Go to Town (1961)
- The Brown Mouse Book: Magical Tales of Two Little Mice (1971)

### série desLittle Red Fox
- Little Red Fox and the Wicked Uncle (1954)
- Little Red Fox and Cinderella (1956)
- Little Red Fox and the Magic Moon (1958)
- Little Red Fox and the Unicorn (1962)
- The Little Red Fox and the Big Tree (1968)

### série desGrey Rabbit
- The Squirrel, the Hare and the Little Grey Rabbit (1929)
- How Little Grey Rabbit Got Back Her Tail (1930)
- The Great Adventure of Hare (1931)
- The Story of Fuzzypeg the Hedgehog (1932)
- Squirrel Goes Skating (1934)
- Wise Owl’s Story (1935)
- Little Grey Rabbit’s Party (1936)
- The Knot Squirrel Tied (1937)
- Fuzzypeg Goes to School (1938)
- Little Grey Rabbit's Christmas (1939)
- My Little Grey Rabbit Painting Book (1940)
- Moldy Warp the Mole (1940)
- Hare Joins the Home Guard (1942)
- Little Grey Rabbit's Washing-Day (1942)
- Water-Rat’s Picnic (1943)
- Little Grey Rabbit’s Birthday (1944)
- The Speckledy Hen (1945)
- Little Grey Rabbit to the Rescue (1946)
- Little Grey Rabbit and the Weasels (1947)
- Little Grey Rabbit and the Wandering Hedgehog (1948)
- Little Grey Rabbit Makes Lace (1950)
- Hare and the Easter Eggs (1952)
- Little Grey Rabbit’s Valentine (1953)
- Little Grey Rabbit Goes to the Sea (1954)
- Hare and Guy Fawkes (1956)
- Little Grey Rabbit’s Paint-Box (1958)
- Little Grey Rabbit Finds a Shoe (1960)
- Little Grey Rabbit and the Circus (1961)
- Three Little Grey Rabbit Plays (The Grey Rabbit’s Hospital, The Robber and A Christmas Story; 1961)
- Grey Rabbit’s May Day (1963)
- Hare Goes Shopping (1965)
- Little Grey Rabbit’s Pancake Day (1967)
- Little Grey Rabbit Goes to the North Pole (1970)
- Fuzzypeg’s Brother (1971)
- Little Grey Rabbit’s Spring Cleaning Party (1972)
- Little Grey Rabbit and the Snow-Baby (1973)
- Hare and the Rainbow (1975)